# Окли, Вайолет
Вайолет Окли (10 июня 1874 — 25 февраля 1961) — американская художница.

## Биография
Вайолет Окли родилась в 1874 году. Оба её дедушки были членами Национальной академии дизайна. В 1892 году училась в Лиге студентов-художников Нью-Йорка, где была ученицей Джеймса Кэролла Беквита и Ирвинга Рамзи Уайлза. Также училась у Рафаэля Коллена. В 1896 году вернулась в США, где некоторое время училась в Пенсильванской академии изящных искусств. Затем поступила в Дрексельский университет в класс Говарда Пайла.
В 1905 году стала первой женщиной, которая получила Золотую медаль Почёта Пенсильванской академии изящных искусств. В 1948 году получила почётную докторскую степень.
Окли была первооткрывателем в украшении фресок. Занималась созданием фресок и витражей, которые были посвящены темам из истории и литературы эпохи Возрождения. Была иллюстратором для таких журналов, как The Century Magazine, Collier’s Weekly, St. Nicholas Magazine и Woman's Home Companion. Была членом художественной организации Plastic Club в Филадельфии.
Вайолет Окли умерла в 1961 году и была похоронена на кладбище Грин-Вуд.